# 鏡野町立上齋原小学校
鏡野町立上齋原小学校（かがみのちょうりつ かみさいばらしょうがっこう）は、かつて岡山県苫田郡鏡野町にあった町立小学校。

## 沿革
- 1877年1月 - 源泉小学校仮校舎開校
- 1893年 - 源泉尋常小学校と校名改称
- 1907年3月 - 上齋原尋常高等小学校と改称
- 1907年11月 - 上齋原尋常高等小学校横原校舎落成
- 1941年4月 - 上齋原国民学校と改称
- 1947年4月 - 上齋原村立上齋原小学校と改称
- 1956年4月 - 苫田村外四ヶ村学校組合立上齋原小学校と改称
- 1959年10月 - 奥津町外二ヶ村教育事務組合立上齋原小学校と改称
- 1961年6月 - 上齋原村立上齋原小学校と改称
- 1976年3月 - 小林分校・赤和瀬分校閉校統合
- 1981年4月1日 - 幼・小・中一貫の総合教育施設「上齋原学園」落成。
- 2005年3月1日 - 町村合併により鏡野町立上齋原小学校と改称
- 2020年4月1日 - 休校、校区を奥津小へ編入。
- 2023年3月31日 - 奥津・富と統合のため閉校。

## ギャラリー

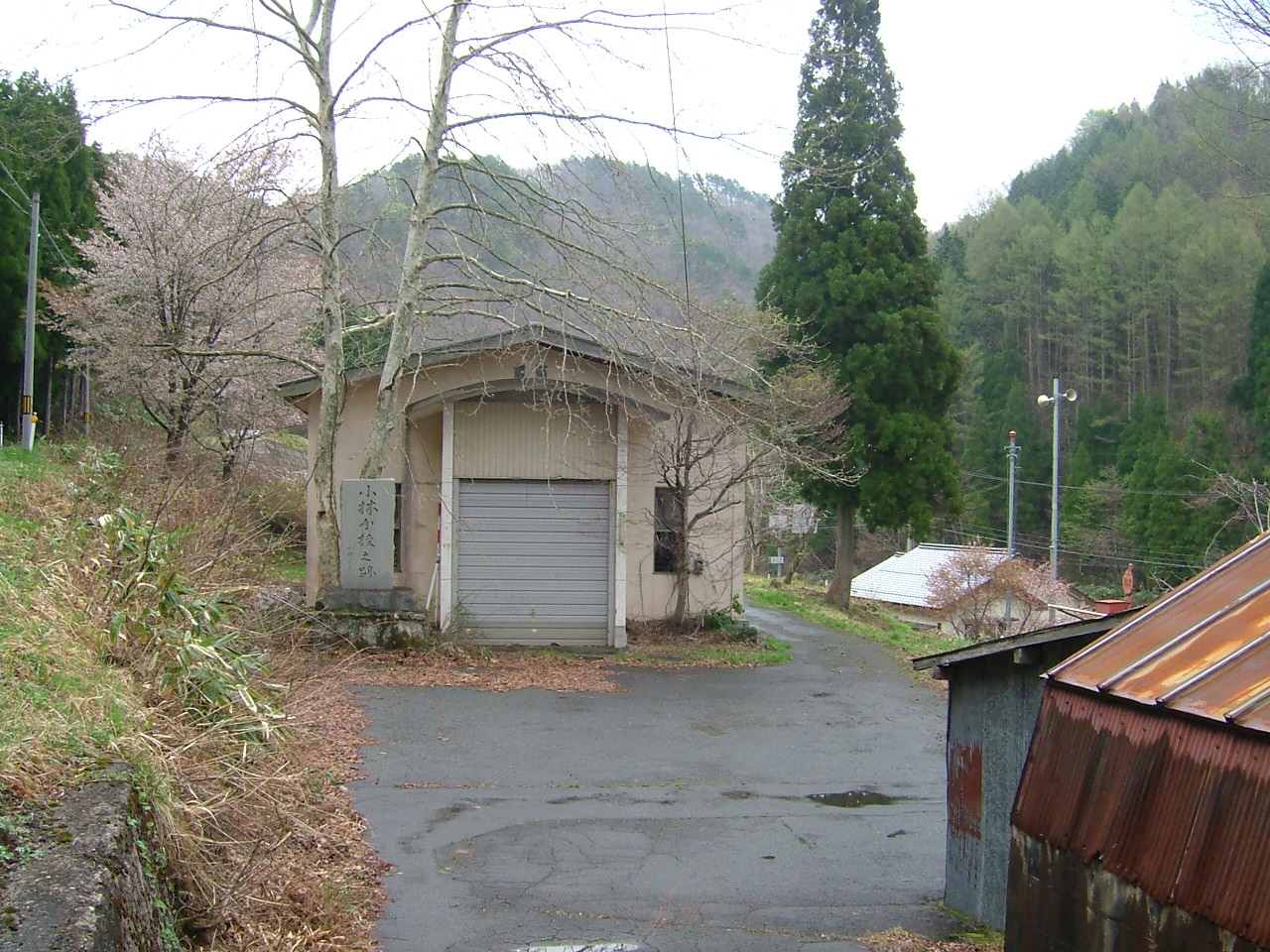
小林分校跡
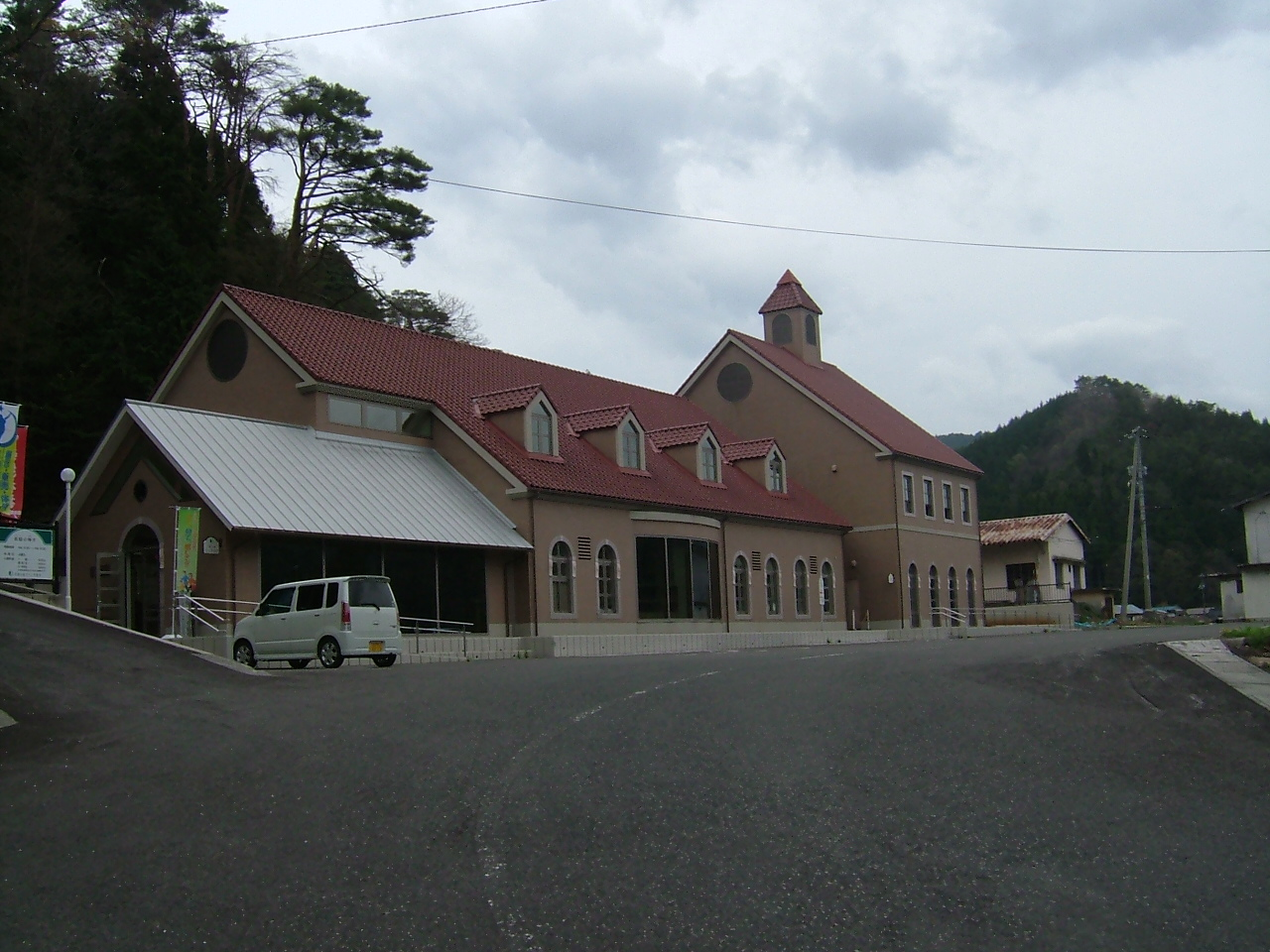
旧校地に建てられた「妖精の森ガラス美術館」
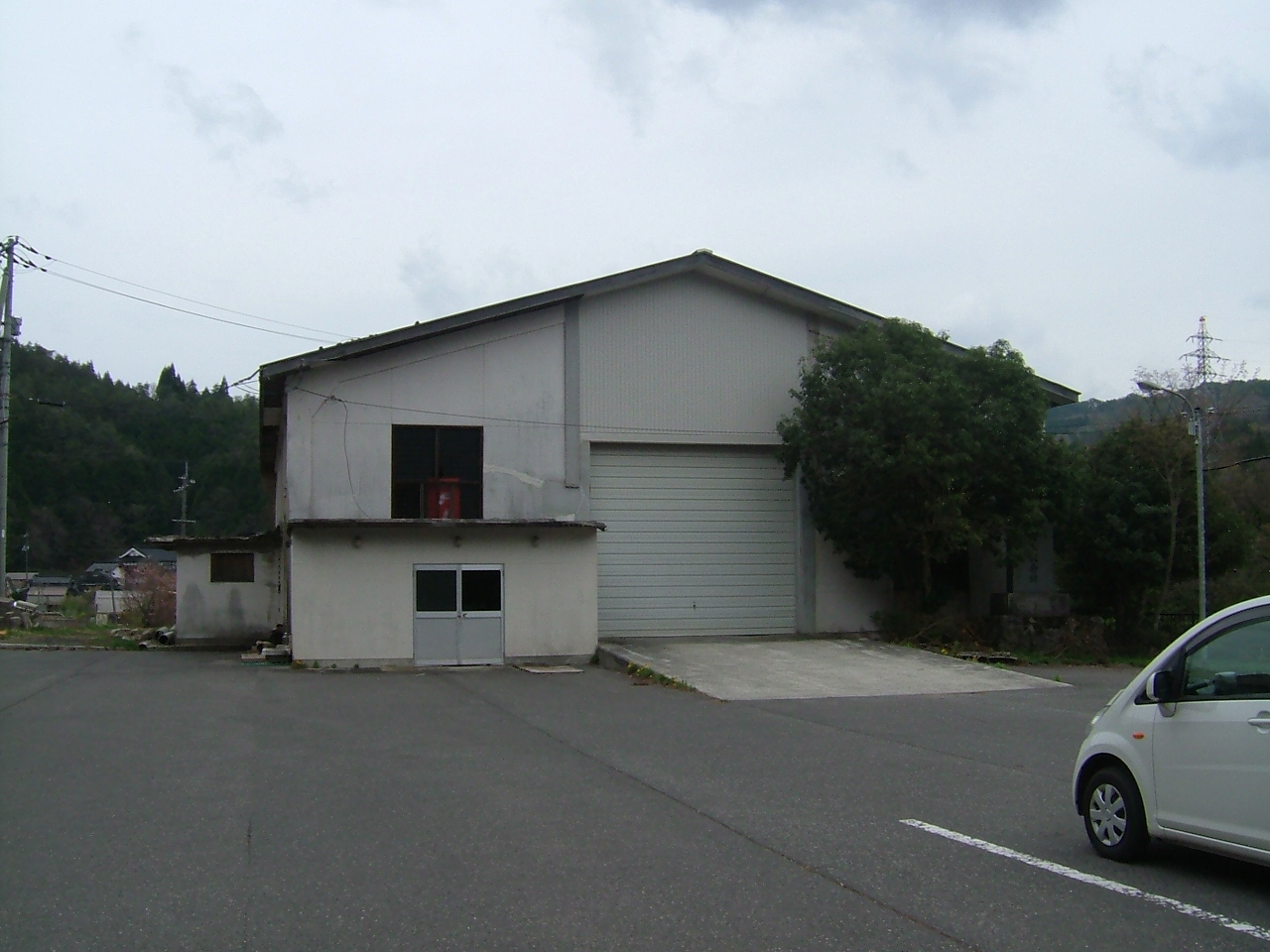
ガラス美術館横の旧体育館